# Edible Woman
Gli Edible Woman sono un gruppo musicale italiano nato a Fano nel 1999.

## Storia

### 1999-2005: Nascita e primo album
Gli Edible Woman nascono a Fano nel 1999 riprendendo il nome dal famoso romanzo della canadese Margaret Atwood. Nati come trio di ispirazione noise rock, trovano un suono composto da strutture post-hardcore e contaminazioni post-punk. Nei primi anni la band compie molti tour e concerti, per arrivare all'album nel 2004 con Spare me /CALF (Psychotica Records), un album fortemente influenzato dal math-rock. Al disco seguì il tour europeo che li vide anche sul palco con El Guapo, Karate, The Thermals.

### 2006-2011: DaThe Scum AlbumaEverywhere at Once
Nel corso degli anni successivi la band trasforma ancor più radicalmente il proprio sound, inserendo sempre più elementi di elettronica che alla fine sostituiranno totalmente la chitarra. Nasce così The Scum Album, pubblicato nel 2007 in una collaborazione tra le etichette Psychotica Records e Bloody Sound Fucktory con distribuzione anche in Germania, Belgio, Francia, ed Usa. L'album vedeva strutture scomposte fatte di sonorità "modernissime" tra psichedelia ed electroclash.
Nel 2009 la band entrò di nuovo in studio con i tecnici del suono Mattia Coletti e Lorenzo Stecconi, per comporre il successivo Everywhere at Once, che usci solo nel marzo 2010 per l'etichetta Sleeping Star, subito dopo lo split 7" The End Of History (America) / The Beat Goes On (Smartz Record) condiviso con i Drink to Me. L'album, che vedeva numerosi ospiti come Roberto Mazzoli e Marco Emoli al sassofono, in un disco che seppur in continuità con il precedente lo superava in radicalità. Il tour italiano che seguì fu così curato da DNA concerti, e li videva anche condividere il palco con The Jesus Lizard e Placebo.

## Discografia

### Album in studio
- 2004 – Spare Me / Calf
- 2007 - The Scum Album
- 2010 - Everywhere at Once
- 2013 - Nation
- 2016 - Daunting

### Singoli ed EP
- 2011 The End Of History (America) / The Beat Goes On  split 7" con i Drink to Me
- 2014 Edible Woman / Tante Anna  split tape con I Tante Anna

### Compilazioni
- 2011 - Fragments
- 2011 - Covermount CD #4
- 2015 - Nostra signora delle tenebre